# NREC E-SERIES
NREC E-Series es una serie de locomotoras diésel-eléctricas, fabricadas por la compañía ferroviaria estadounidense National Railway Equipment Company. NREC comenzó la construcción de estos vehículos a principios de 2007, cumpliendo una orden de 8 unidades para una compañía ferroviaria minera de Kenia, y a principios de 2008 entregó 2 locomotoras a una compañía ferroviaria de transporte de cargas de Argentina.

## Proceso de producción
En la fabricación de estas locomotoras se utilizan componentes remanufacturados (motor diésel, motores de tracción, etc.) y nuevos (filtros de aire, equipos electrónicos, etc.). Estas locomotoras están equipadas con un equipo electrónico, construido por la propia NREC y denominado N-Force, para el monitoreo de componentes, control de adherencia y consumo de combustible. La potencia varía según el modelo entre 2300 HP y 3000 HP, siendo una locomotora del tipo mediana y actual, ya que respeta las actuales normas de emisión de gases.
El diseño es muy similar al de las locomotoras EMD de décadas pasadas, solo se registran algunos cambios estéticos en la carrocería y en los bogies.